# Фишер, Луис
Луис Фишер (англ. Louis Fischer; 29 февраля 1896, Филадельфия, — 15 января 1970, Принстон) — американский журналист, публицист, биограф Ганди и Ленина.

## Биография
Родился в семье выходцев из Российской империи — разносчика рыбы Давида Фишера и Шифры Канцепольской. В 1914 году поступил в педагогическое училище, после окончания которого в 1916 году начал работать школьным учителем.
В 1917 году Фишер, еврей по национальности, записался в Еврейский легион британской армии. После возвращения в США Фишер нашел работу в нью-Йоркском агентстве новостей. В 1921 году отправился в Германию и начал сотрудничать с газетой New York Evening Post как европейский корреспондент. В следующем году женился на переводчице советского посольства Берте Марк и был направлен корреспондентом в Москву. С 1923 года писал статьи для либерального еженедельника The Nation. В своих корреспонденциях создавал в принципе благоприятный образ Советской России, описывая в благожелательных тонах происходившие события, в результате чего приобрёл репутацию дружественного к России западного журналиста. В частности, Фишер писал: «Здесь всё находится в движении. Жизнь, атмосфера, люди — всё динамично… Иногда всё это меня захватывает до такой степени, что я начинаю думать, что нет ничего невозможного в СССР».
Первая книга Фишера «Нефтяной империализм» (1926) была посвящена борьбе великих держав за нефть (в 1933 году была включена нацистами в список книг, подлежащих сожжению). Получив разрешение Наркоминдела изучить его архивы, Фишер написал двухтомное исследование «Советы в международных отношениях» (1930).
В 1934 году Макс Истмен выпустил книгу «Художники в униформе», в одной из глав которой («The „Revolution“ of April 23, 1932») обвинил Фишера в сталинизме.
В 1935 году Фишер разоблачил американского журналиста Роберта Грина, который под именем Томаса Уолкера выпустил несколько статей о голодоморе, объявлявших его преднамеренным геноцидом украинцев. Как установил Фишер, Грин вообще не был на Украине, поскольку он, получив транзитную визу в сентябре 1934 года (а не весной, как он утверждал), пересёк советскую границу в октябре и, пробыв несколько дней в Москве, сел на поезд, идущий в Маньчжурию, и покинул территорию СССР. В 1949 году Фишер признал, что в результате советской политики на Украине во время голодомора погибло несколько миллионов человек. 
Фишер освещал Гражданскую войну в Испании и некоторое время сам воевал в составе Интернациональных бригад. В 1938 году он вернулся в США и поселился в Нью-Йорке, продолжив работать в The Nation. В 1941 году написал автобиографию «Люди и политика».
В 1945 году покинул The Nation, не согласный с симпатиями журнала к Сталину. Его разочарование в коммунизме (хотя он никогда не был членом Коммунистической партии США) выразилось в участии в сборнике «Бог, обманувший ожидания» (1949). В сборник вошли шесть эссе видных западных писателей, пересмотревших своё положительное отношение к коммунизму. Помимо Фишера, в сборнике участвовали Андре Жид, Артур Кёстлер, Иньяцио Силоне, Стивен Спендер и Ричард Райт. Кроме того, Фишер начал сотрудничать с антикоммунистическими либеральными журналами — такими, как The Progressive. В 1950 году выпустил книгу «Жизнь Махатмы Ганди», впоследствии ставшую основой сценария фильма «Ганди». С 1959 года Фишер работал в Институте фундаментальных исследований Принстона, вёл исследовательскую и преподавательскую работу в Принстонском университете. В 1965 году получил Национальную книжную премию (National Book Award) за книгу «Жизнь Ленина». В 2017 году историк Александр Шубин отмечал, что «эта работа уже во многом устарела».
В последние годы жизни Фишер состоял в фактическом браке с С. Аллилуевой. Луис Фишер также известен исследователям своими близкими отношениями с Ниной Берберовой; они оба жили в Принстоне. Фишер был известен своими многочисленными романами, часто происходившими в одно и то же время.

## Отзывы о Фишере

### Лев Троцкий
До момента казни Тухачевского, Якира и др. крупная буржуазия демократических стран, не без удовольствия, хоть и прикрытого брезгливостью, наблюдала истребление революционеров в СССР. В этом смысле «Nation» и «New Republic», не говоря уж о Дуранти, Луи Фишере и им подобных проститутках века, шли полностью навстречу интересам «демократического» империализма.

Луис Фишер принадлежит к группе тех интернациональных журналистов, которые не участвуют в прямой травле против меня, наоборот, всячески обнаруживают своё «беспристрастие», но только для того, чтобы иметь возможность оказать тем большую услугу сталинской бюрократии.

Некоторые из Ваших ближайших сотрудников, вроде небезызвестного Луиса Фишера, выступали как прямые литературные агенты Сталина — Вышинского — Ягоды — Ежова.

Чем больше росли привилегии нового правящего слоя и чем он становился консервативнее в защите своих привилегий, тем больше росло число его друзей среди буржуазных интеллигентов и либеральных снобов, отдающих дань моде. Вдохновителями этих настроений стали Уолтер Дюранти и Луис Фишер, прямые сикофанты советской олигархии.

### Роман Гуль
И последнее — на последней странице Вы поднимаете бокал за свободу с… Луи Фишером. Простите мне, я знаю, что он Ваш друг, но я все же скажу то, что думаю. Если б Вы подняли бокал с Дж. Кеннаном, со стариком Джонсоном, с Вашей чудной полковницей — все было бы прекрасно. Но Фишер? Ведь в течение лет, долгих лет он предавал и продавал эту (именно эту) свободу тем же чекистам (а кому же, как не им, ведь они же — твердь режима). Он писал в «Нэйшэн» такие корреспонденции из Москвы, за которые он должен бы краснеть всю свою жизнь. Но я думаю, что он принадлежит именно к тем людям, которые краснеть не спешат. Да и расхождение его с Сов. Союзом произошло ведь вовсе, кажется, не по идеалистическим соображениям, а по каким-то совсем, совсем другим. Простите, если это Вам неприятно. Но уверяю Вас, что для концовки книги Вы выбрали неподходящий персонаж.

## Сочинения
- Oil Imperialism: The International Struggle for Petroleum, 1926.
- The Soviets in World Affairs, 1930.
- The War in Spain, 1937.
- Men and Politics, 1941.
- Gandhi & Stalin, 1947.
- The God that Failed (contribution), 1949.
- The Life of Mahatma Gandhi, 1950.
- Stalin, 1952.
- The Essential Gandhi (editor), 1962.
- The Life of Lenin, 1964.
- Russia’s Road from Peace to War, 1969.

### На русском языке
- Империализм нефти. Международная борьба за нефть / Пер. с американского изд. Ст. Вольского; предисл. Г. И. Ломова. — М. — Л.: Госиздат, 1927. — 175, [1] с.
- Таков наш мир / Пер. с англ. — М. : Изд-во Иностр. лит., 1957.
- Фишер, Луис. Жизнь Ленина / Пер. Омри Ронена. — London, Overseas Publications Interchange, Ltd., 1970. — 980 с.
- Фишер, Луис. Жизнь Ленина. — В 2 тт. — М.: Книжная лавка — РТР, 1997. — 976 с. — ISBN 5-300-00970-9.